# Geneviève Fraisse
Geneviève Fraisse (ur. 7 października 1948 w Paryżu) – francuska filozof, historyk, działaczka feministyczna, eurodeputowana w latach 1999–2004.

## Życiorys
Pochodzi z rodziny paryskich profesorów. Studiowała filozofię na Sorbonie. W 1968 współtworzyła z Jakiem Rancière magazyn filozoficzny "Les Révoltes logiques". Wkrótce zaczęła publikować głównie na tematy poświęcone równouprawnieniu kobiet. Została naukowcem w Centre national de la recherche scientifique, objęła stanowisko dyrektora ds. nauki. Od 1995 do 1997 pełniła funkcję międzyresortowego pełnomocnika ds. praw kobiet.
W wyborach w 1999 jako bezpartyjna kandydatka z ramienia Francuskiej Partii Komunistycznej uzyskała mandat posłanki do Parlamentu Europejskiego V kadencji. Należała do Konfederacyjnej Grupy Zjednoczonej Lewicy Europejskiej i Nordyckiej Zielonej Lewicy, pracowała w Komisji Kultury, Młodzieży, Edukacji, Mediów i Sportu oraz w Komisji Praw Kobiet i Równouprawnienia. W PE zasiadała do 2004.

## Wybrane publikacje
- Femmes toutes mains, Essai sur le service domestique, Seuil, 1979.
- Clémence Royer, philosophe et femme de science, La Découverte, 1985.
- Muse de la raison, Démocratie et exclusion des femmes en France, Alinea, 1989.
- Histoire des femmes en Occident. Vol. IV, XIXe siècle, Plon, 1991.
- La Raison des femmes, Plon, 1992.
- La Différence des sexes, PUF, 1996.
- Les Femmes et leur histoire, Folio Gallimard, 1998.
- Deux femmes au royaume des hommes, Hachette Littérature, 1999.
- La Controverse des sexes, PUF, 2001.
- Les Deux Gouvernements: la famille et la cité, Folio Gallimard, 2000.
- Le Mélange des sexes, Gallimard jeunesse, 2006.
- Du consentement, Seuil, 2007.
- Le Privilège de Simone de Beauvoir, Actes Sud, 2008.
- L’Europe des idées suivi de Touriste en démocratie: chronique d'une élue du Parlement européen, 1999–2004, L’Harmattan/France Culture, 2008.
- À côté du genre: sexe et philosophie de l'égalité, Le Bord de l'eau, 2010.
- La Fabrique du féminisme: textes et entretiens, Le Passager clandestin, 2012.
- Les Excès du genre, concept, image, nudité, Lignes, 2014.
- La Sexuation du monde, Réflexions sur l'émancipation, Presses de Sciences Po, 2016.
- La Suite de l'Histoire, actrices, créatrices, Seuil, 2019.
- Féminisme et philosophie, Folio Gallimard, 2020.